# 雨果·布洛赫
雨果·布洛赫（Hugo Broch）是第二次世界大战期间納粹德国空军的王牌飞行员，在东线戰場的324次任务中获得81场胜利。他也是騎士鐵十字勳章的获得者。